# 伊尔贝海峡

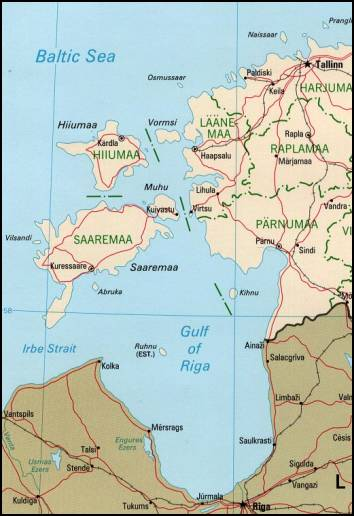
里加湾，地图左侧为伊尔贝海峡

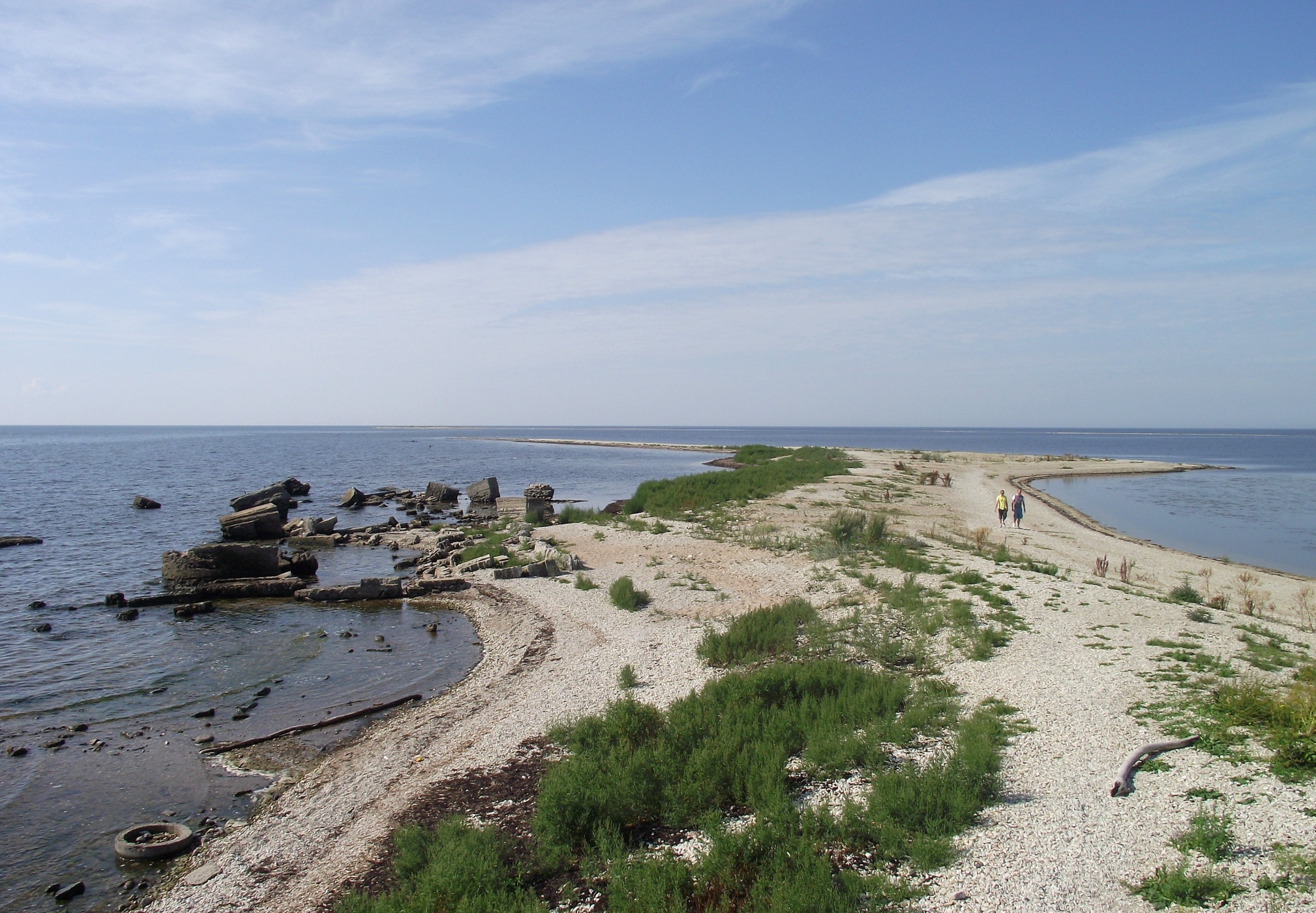
萨雷马岛的南端

伊尔贝海峡，旧译伊尔别海峡，是拉脱维亚的库尔兰半岛与爱沙尼亚的萨雷马岛之间的水道，北端是萨雷马岛，南端是库尔兰半岛的科尔卡斯角。海峡连接了里加湾与波罗的海，是这两片海域之间重要通道。海峡宽约29公里，长约60公里（从奥维什角到科尔卡斯角），最窄处的宽度为27公里（17英里）,平均深度为10-20米，最浅深度5米。沿其南部海岸已疏通了一个航道，以允许更大的船只通过。船只经过频繁，是重要的航运通道。
伊尔贝河也是库尔兰半岛沿海河流的名称。它沿伊尔贝海峡的海岸线，从西南流向东北，在科尔卡斯角附近注入伊尔贝海峡，进而注入波罗的海。入海口在斯利泰雷國家公園内。它的棕色系泊水不断地移动其河口最大的沙洲。这条河被褐鳟用作产卵场。
海峡最重要的港口是文茨皮尔斯。海峡在寒冷的冬天会冻结。

## 海战
1915年8月一战期间，在伊尔贝海峡水域，由光荣号战舰领导的俄罗斯舰队与德国舰队之间发生了多次海战，其中德国舰队包括波森号和拿骚号战舰。